# Kamen (Duitsland)
Kamen is een stad en gemeente in de Duitse deelstaat Noordrijn-Westfalen, gelegen in de Kreis Unna. De gemeente telt 42.875 inwoners (31 december 2020) op een oppervlakte van 40,93 km².

## Stedenband
- Eilat (Israël)

## Geboren
- Marcel Stutter (06-03-1988), voetballer

## Foto's

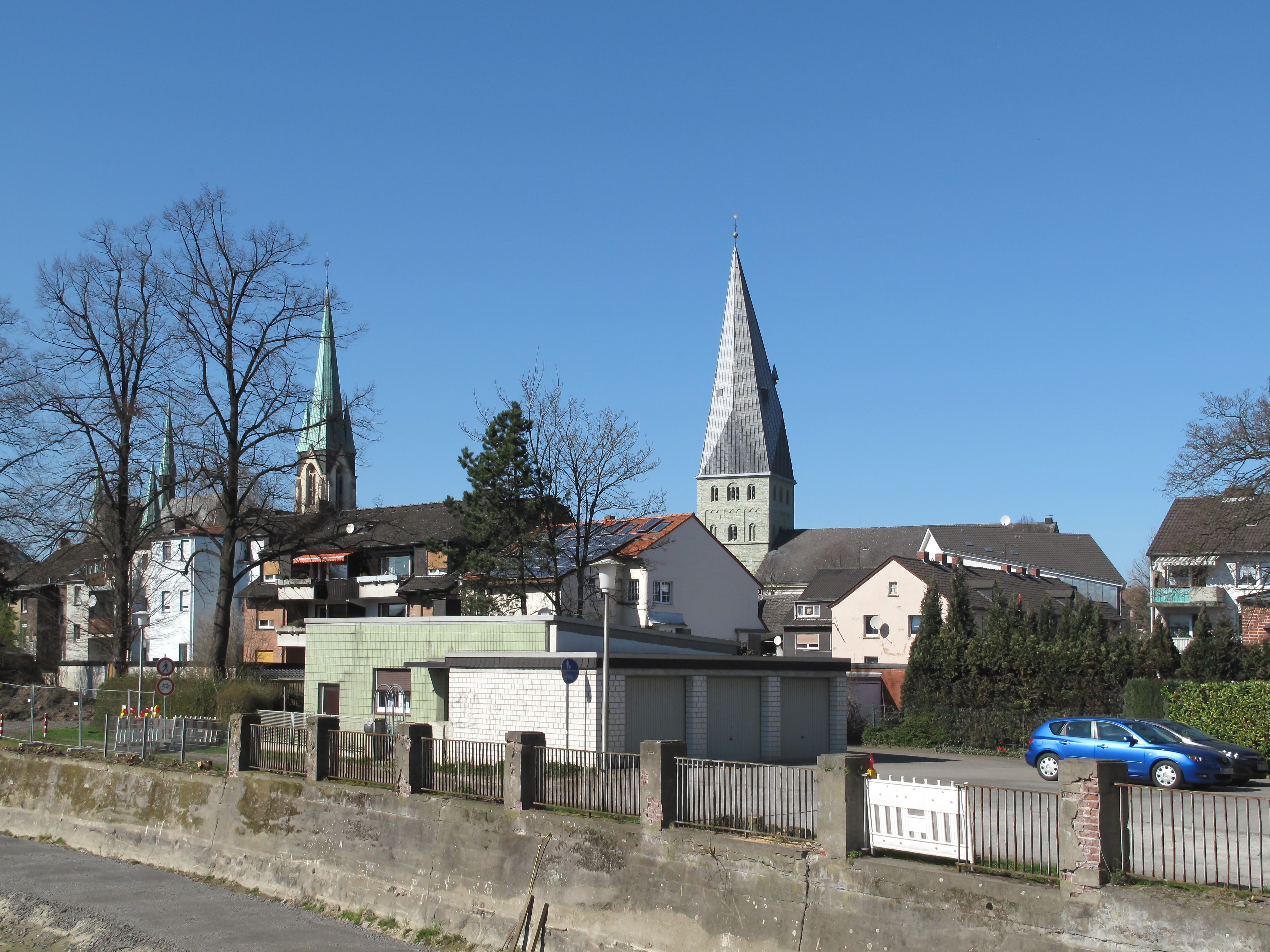
Kamen, stadsgezicht
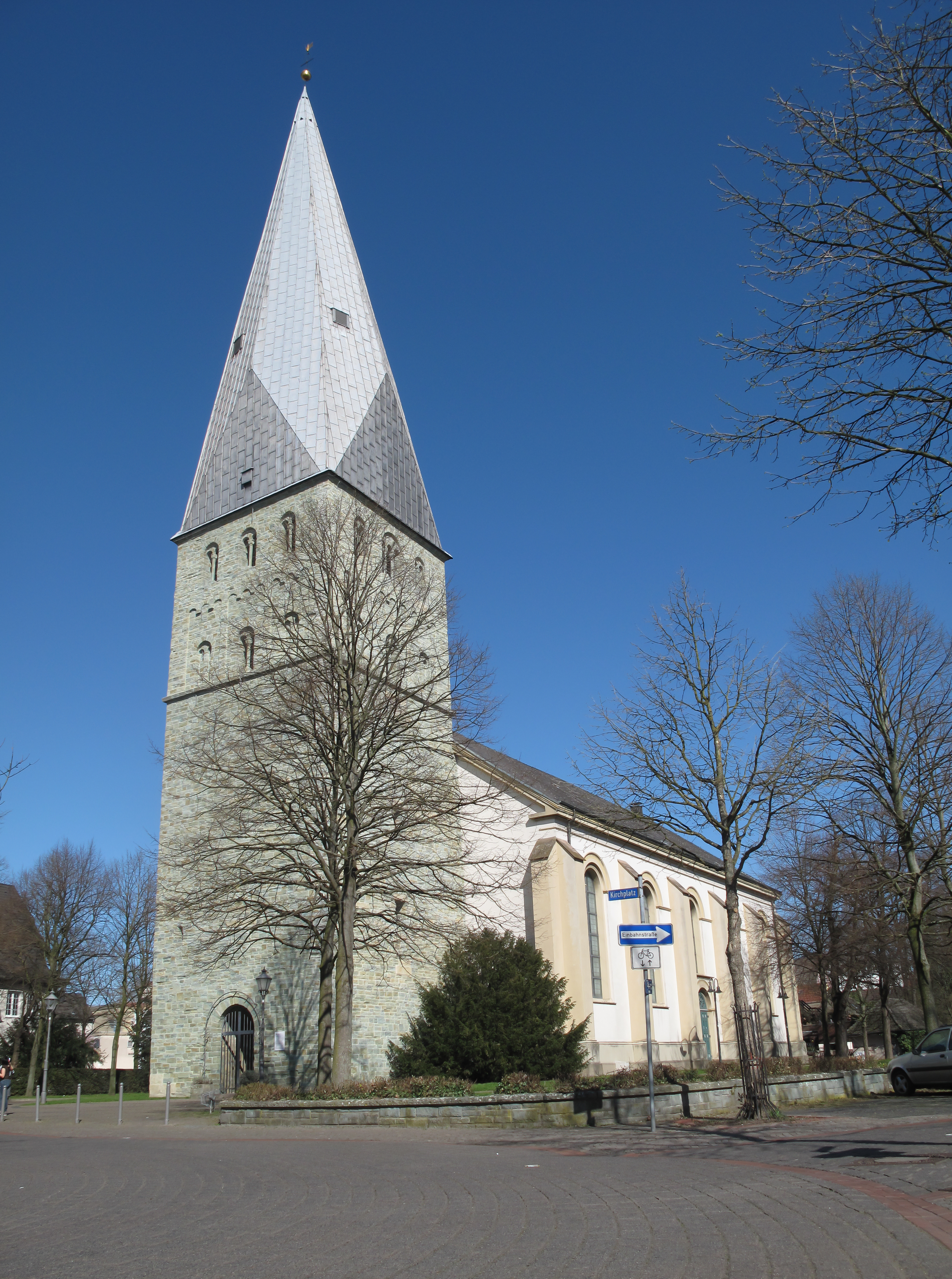
Kamen, kerk: de Pauluskirche
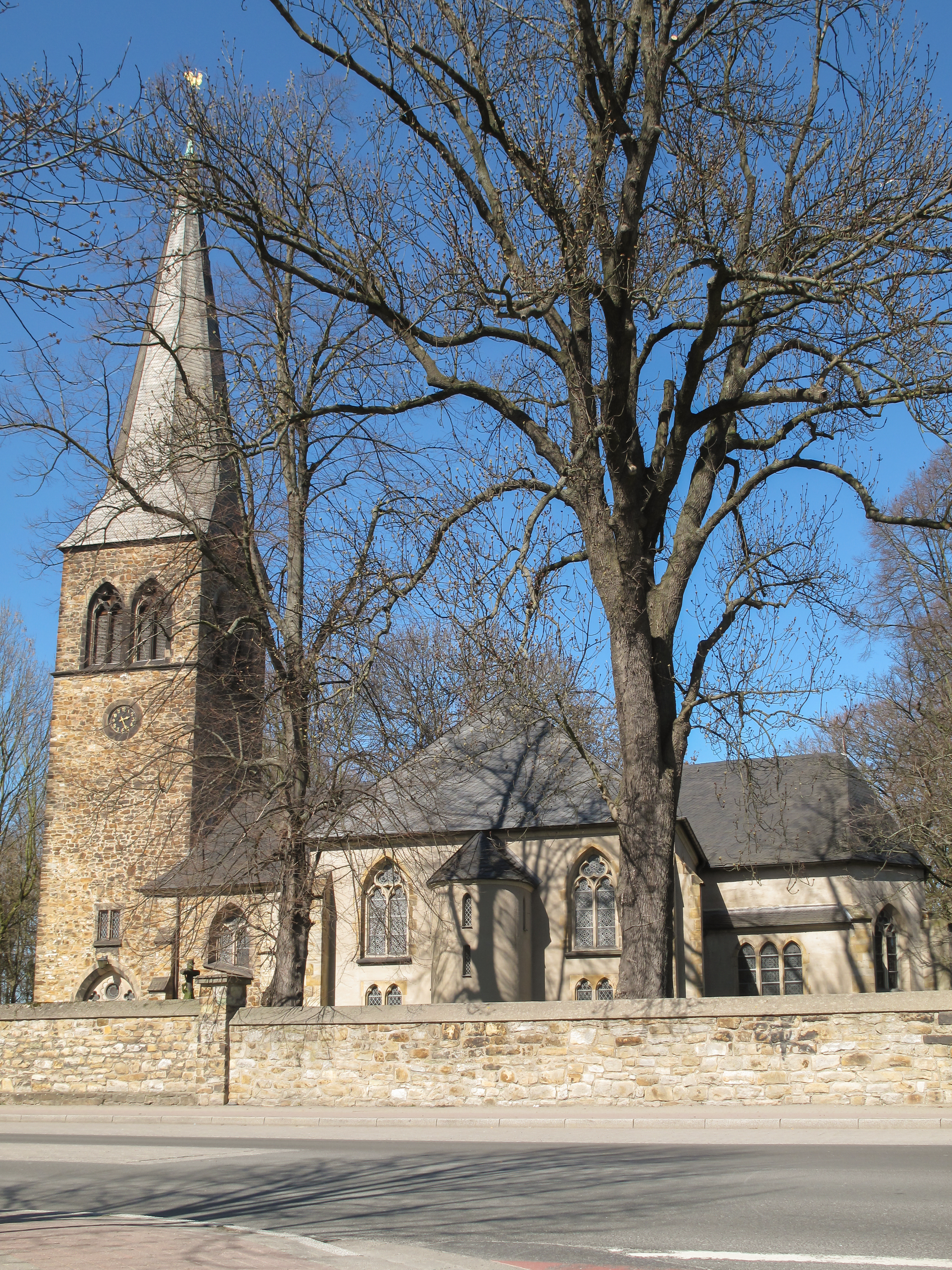
Heeren-Werve, evangelische kerk
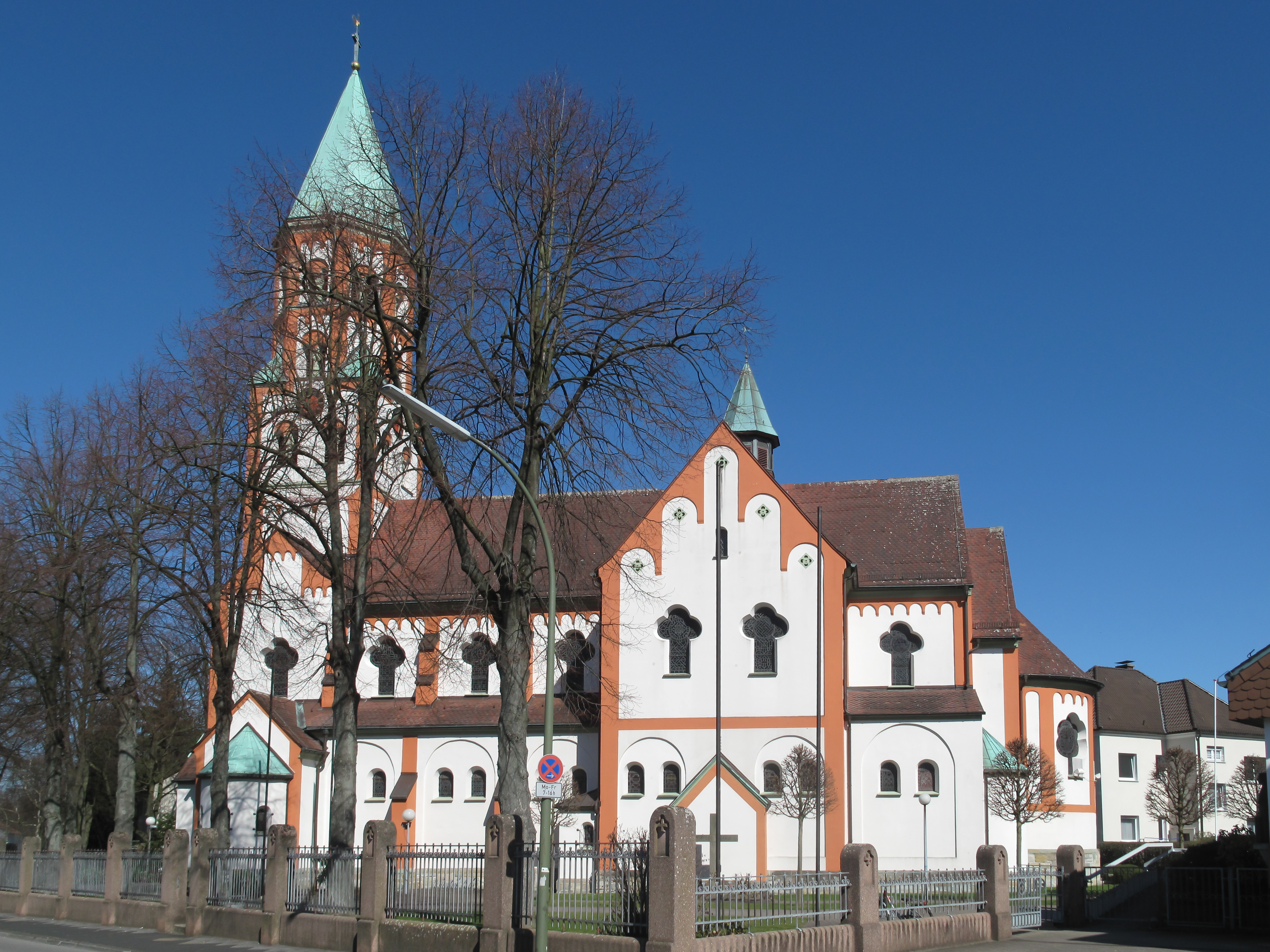
Heeren-Werve, kerk: de Herz Jesu Kirche
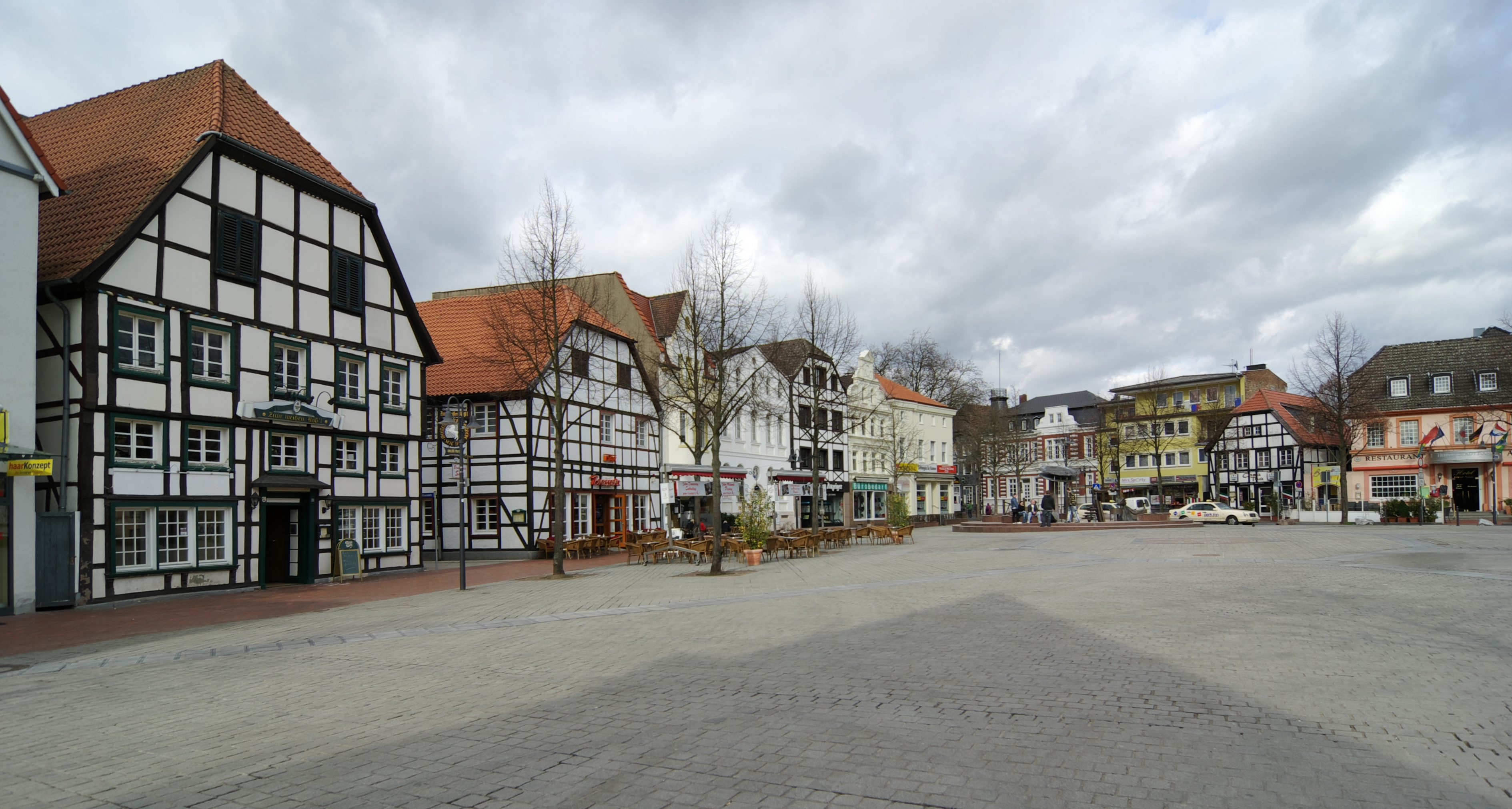
Alter Markt
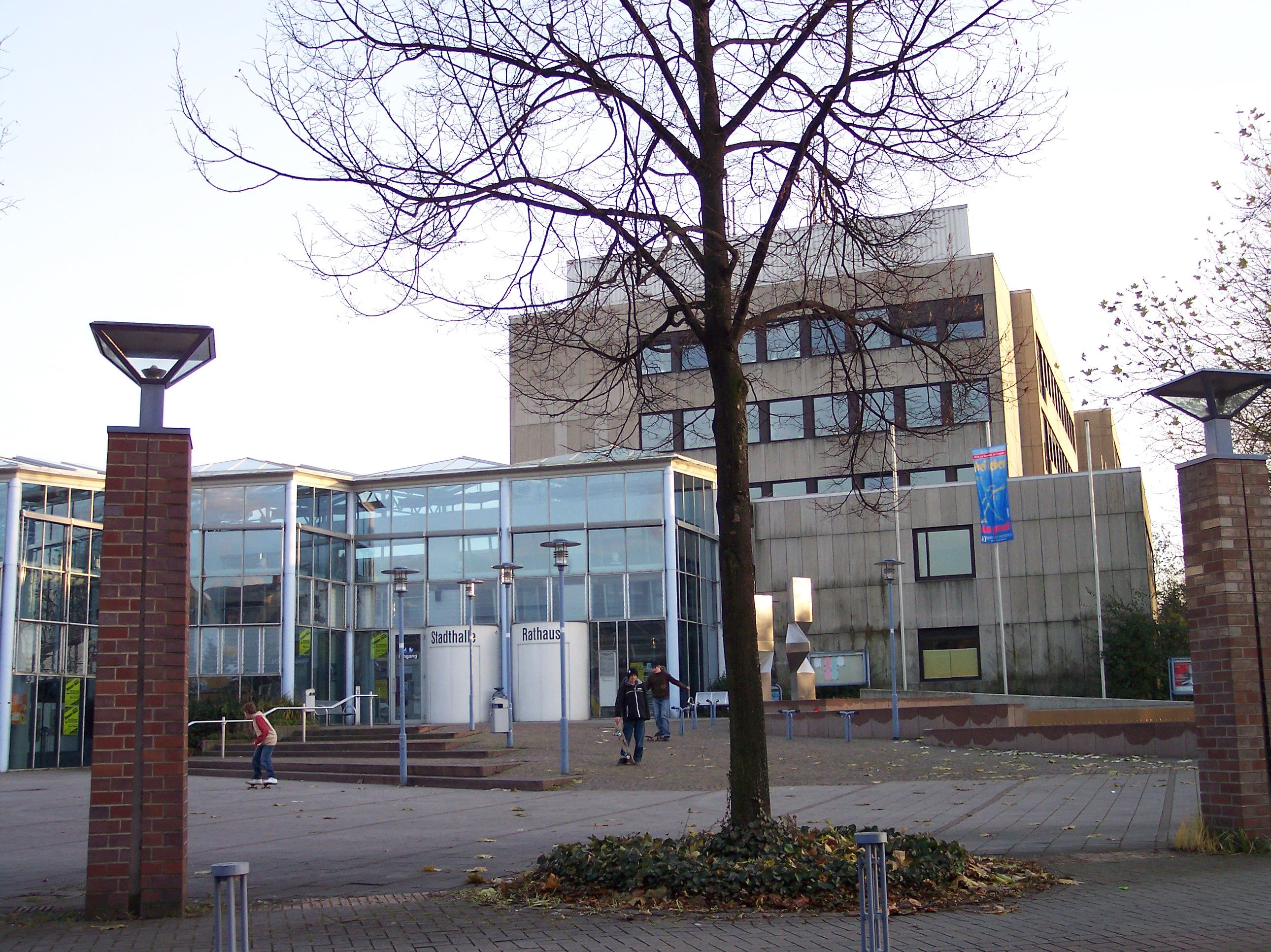
Gemeentehuis
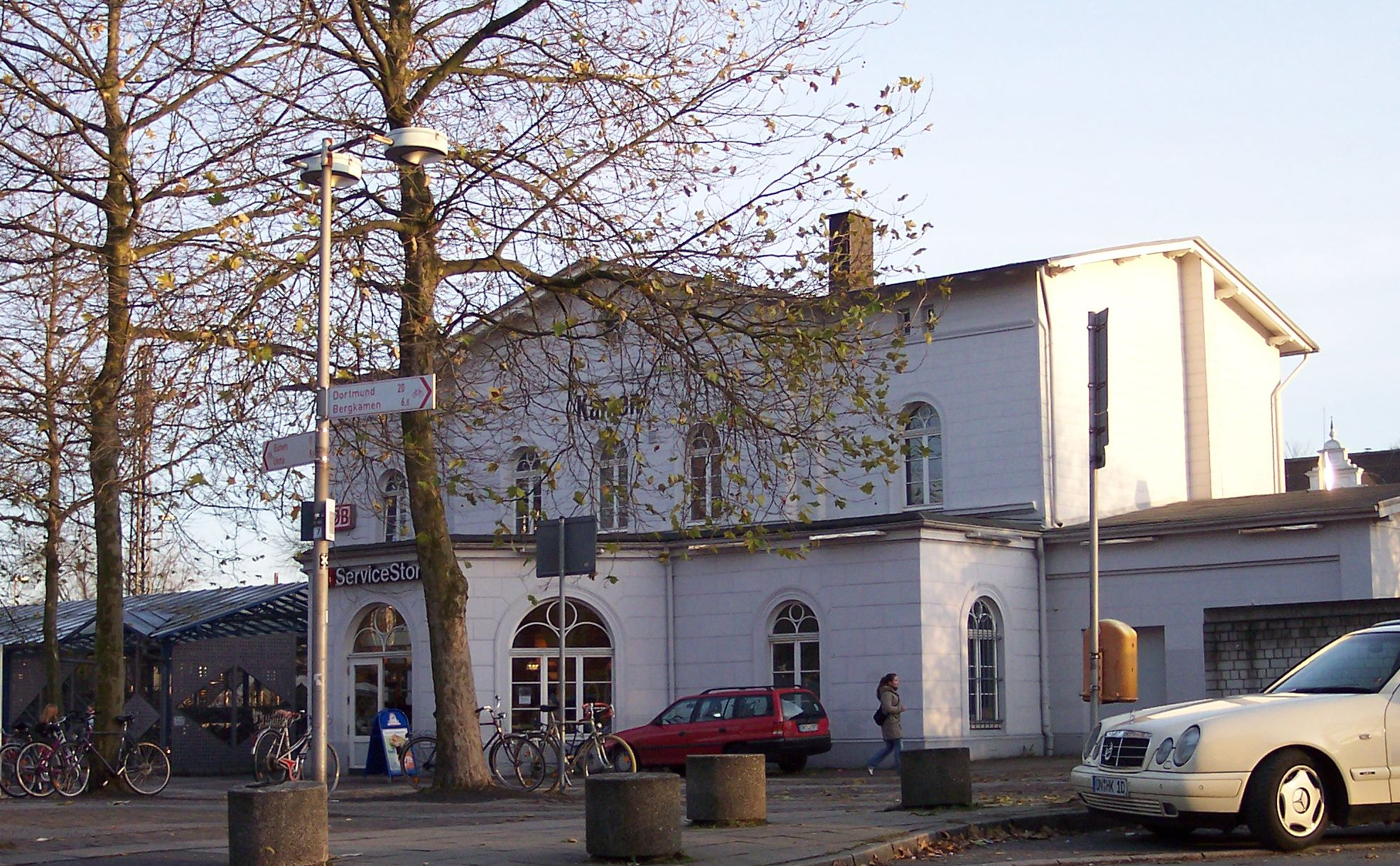
Station
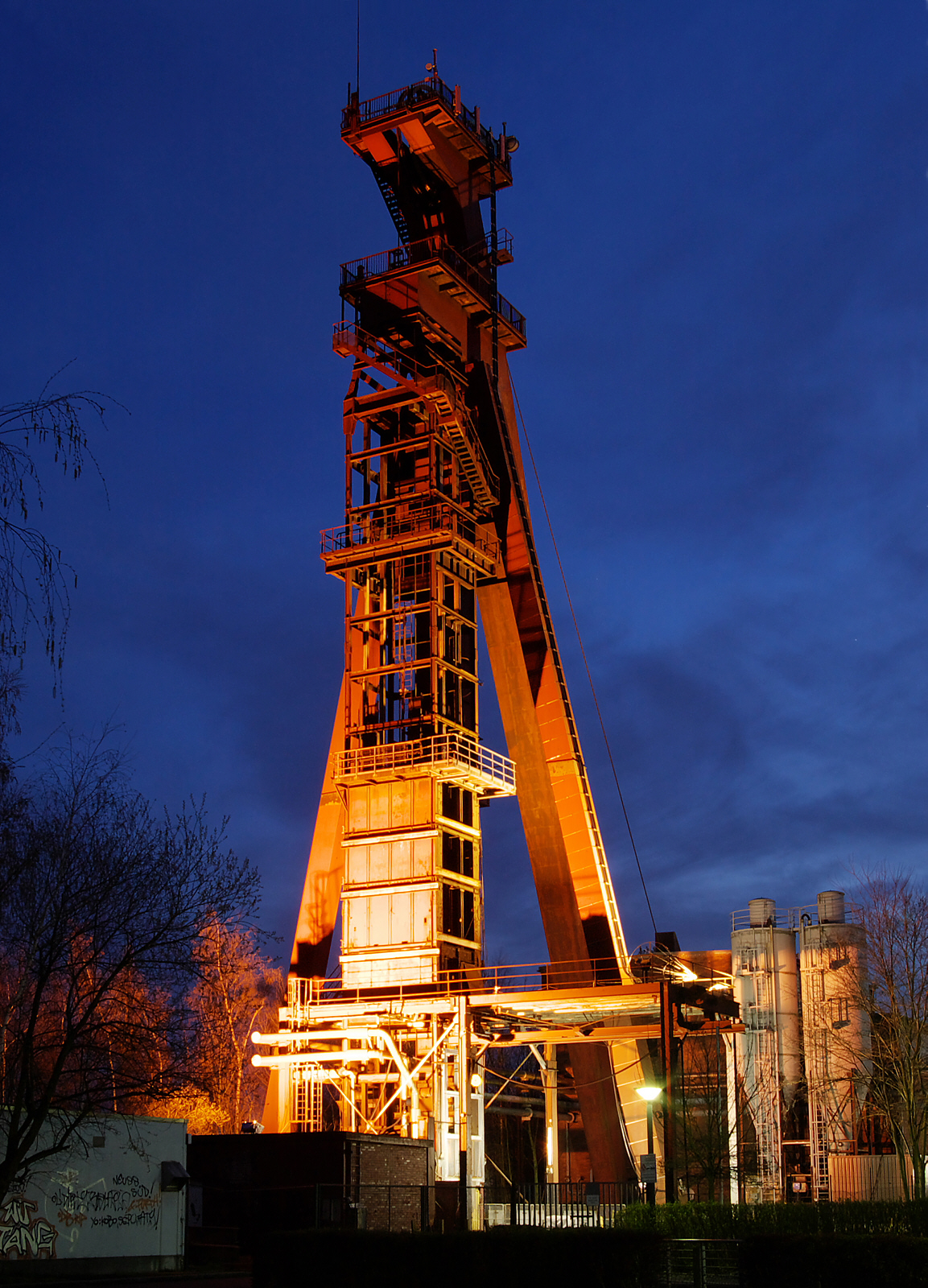
Mijnschacht Grillo 1 van voormalige Monopol-mijn

Andere hanzen: Vlaamse Hanze van Londen · Hanze der XVII steden
Bergkamen · Bönen · Fröndenberg · Holzwickede · Kamen · Lünen · Schwerte · Selm · Unna · Werne